# Jan Veselý (kolarz)
Jan Veselý (ur. 17 czerwca 1923 w Plástovicach, zm. 10 lutego 2003 w Pradze) – czechosłowacki kolarz szosowy, torowy i przełajowy, wielokrotny mistrz Czechosłowacji, uczestnik igrzysk olimpijskich, zwycięzca Wyścigu Pokoju. Wybrany czechosłowackim kolarzem XX w.. Jego brat Josef również był kolarzem.

## Życiorys
Jan Veselý urodził się w południowych Czechach. W wieku 14 lat dzięki pomocy przyjaciela swojego ojca przeniósł się do Pragi, gdzie uczył się na piekarza i jednocześnie rozwoził rowerem pieczywo do klientów. W wieku 17 lat, w 1940 r. został mistrzem praskich piekarzy w kolarstwie. Po II wojnie światowej rozpoczął karierę kolarską w klubie Sparta Praga. W 1946 r. zdobył swój pierwszy z wielu tytułów mistrza Czechosłowacji. W tym samym roku wygrał również czeski klasyk kolarski Praga-Karlowe Wary-Praga, w którym zwyciężał w kolejnych pięciu edycjach z rzędu (w sumie wygrał osiem edycji). W 1952 r. wziął udział w XV Igrzyskach Olimpijskich w Helsinkach, jednak nie ukończył wyścigu szosowego ze startu wspólnego.

### SymbolWyścigu Pokoju
W 1948 r. Jan Veselý był członkiem jednej z ekip czechosłowackich, które starowały w 1. edycji Wyścigu Pokoju. Brał udział w wyścigu Praga – Warszawa, który był jednym z dwóch wyścigów w tej edycji. Veselý ukończył wyścig na piątym miejscu ze stratą 11 minut do zwycięzcy jugosłowianina Augusta Prosenika. Wygrał jednak trzy z pięciu etapów w tym wyścigu. Na przeszkodzie w wygraniu całego wyścigu stanęły defekty i regulamin, w myśl którego zawodnik musiał sam dokonywać wszystkich napraw, gdyż w innym przypadku otrzymywał karne minuty.

W kolejnym roku Veselý dopiął jednak swego i wygrał 2. edycję Wyścigu Pokoju, tym razem rozgrywaną już jako jeden wyścig. Ponownie wygrał większość etapów (5 z 8 rozegranych). Był również liderem wyścigu od pierwszego do ostatniego etapu. Jego przewaga nad drugim w klasyfikacji generalnej Francuzem Maurice’em Herbulotem wyniosła blisko dwanaście minut i była największą różnicą pomiędzy pierwszym a drugim zawodnikiem w całej historii wyścigu.

W kolejnych latach nie udało mu się wygrać całego wyścigu, ale cały czas był wysoko. W 1952 r. przegrał tylko ze Szkotem Ianem Steelem a w 1955 r. z reprezentantem NRD Gustavem-Adolfem Schurem. W latach 1950, 1951, 1954 i 1955 zwyciężał w klasyfikacji drużynowej z ekipą Czechosłowacji.

W sumie wziął udział w ośmiu edycjach Wyścigu Pokoju (raz w 1957 r. wycofał się z rywalizacji). W ich trakcie odniósł szesnaście etapowych zwycięstw.

### Kara za wycofanie się z wyścigu
Ze względów zdrowotnych Jan Veselý zakończył w zasadzie swoją karierę kolarską z końcem sezonu w 1955 r. Jednak w 1957 r., kiedy miała odbyć się 10. edycja Wyścigu Pokoju został zmuszony przez władze do wzięcia udziału w wyścigu. W jego trakcie jechał słabo i na VII etapie z Lipska do Berlina, kiedy nie mógł już utrzymać tempa peletonu, zdecydował się wycofać. Decyzję o starcie nazwał później swoim błędem, co opisał w swojej noweli „Gdy ci się nie udaje” Ota Pavel. Jego decyzja o wycofaniu się została przez władzę uznana niemal za zdradę. Został zdyskwalifikowany na dwa lata, pozbawiono go tytułu Zasłużonego Mistrza Sportu i musiał zarabiać jako kierowca ciężarówki. Został zrehabilitowany dopiero w 1968 r. po praskiej wiośnie. Od tego czasu pojawiał się na Wyścigu Pokoju, jednak nigdy jako trener lub działacz kolarski. Zmarł w Pradze w 2003 r. na raka.

## Sukcesy
- 1946
  -  1. miejsce w mistrzostwach Czechosłowacji w kolarstwie szosowym.
  - 1. miejsce w wyścigu Praga-Karlowe Wary-Praga
- 1947
  -  1. miejsce w mistrzostwach Czechosłowacji w kolarstwie szosowym.
  - 1. miejsce w wyścigu Praga-Karlowe Wary-Praga
- 1948
  -  1. miejsce w mistrzostwach Czechosłowacji w kolarstwie szosowym.
  -  1. miejsce w mistrzostwach Czechosłowacji w kolarstwie torowym – wyścig na dochodzenie.
  - 1. miejsce w wyścigu Praga-Karlowe Wary-Praga
  - 5. miejsce w klasyfikacji generalnej Wyścigu Pokoju
    - 1. miejsce na I, IV i V etapie Wyścigu Pokoju
- 1949
  -  1. miejsce w mistrzostwach Czechosłowacji w kolarstwie szosowym.
  - 1. miejsce w wyścigu Praga-Karlowe Wary-Praga
  - 1. miejsce w klasyfikacji generalnej Wyścigu Pokoju
    - 1. miejsce na I, II, IV, VI i VII etapie Wyścigu Pokoju
- 1950
  -  1. miejsce w mistrzostwach Czechosłowacji w kolarstwie szosowym.
  - 1. miejsce w wyścigu Praga-Karlowe Wary-Praga
  - 4. miejsce w klasyfikacji generalnej Wyścigu Pokoju
    - 1. miejsce na I i IX etapie Wyścigu Pokoju
- 1951
  -  1. miejsce w mistrzostwach Czechosłowacji w kolarstwie szosowym.
  -  1. miejsce w mistrzostwach Czechosłowacji w kolarstwie torowym – wyścig na dochodzenie.
  - 1. miejsce w wyścigu Praga-Karlowe Wary-Praga
  - 9. miejsce w klasyfikacji generalnej Wyścigu Pokoju
    - 1. miejsce na III i VII etapie Wyścigu Pokoju
- 1952
  -  1. miejsce w mistrzostwach Czechosłowacji w kolarstwie szosowym.
  - 2. miejsce w klasyfikacji generalnej Wyścigu Pokoju
    - 1. miejsce na IX etapie Wyścigu Pokoju
- 1953
  -  1. miejsce w mistrzostwach Czechosłowacji w kolarstwie szosowym.
  -  1. miejsce w mistrzostwach Czechosłowacji w kolarstwie przełajowym.
- 1954
  -  1. miejsce w mistrzostwach Czechosłowacji w kolarstwie przełajowym.
  - 1. miejsce w wyścigu Praga-Karlowe Wary-Praga
  - 1. miejsce na VII etapie Wyścigu Pokoju
- 1955
  -  1. miejsce w mistrzostwach Czechosłowacji w kolarstwie szosowym.
  - 1. miejsce w wyścigu Praga-Karlowe Wary-Praga
  - 1. miejsce w klasyfikacji generalnej wyścigu Okolo Slovenska
  - 2. miejsce w klasyfikacji generalnej Wyścigu Pokoju
    - 1. miejsce na IX i X etapie Wyścigu Pokoju